# اوپفنباخ
اوپفنباخ (به آلمانی: Opfenbach) یک شهر در آلمان است که در لینداو واقع شده‌است. اوپفنباخ ۲٬۲۰۹ نفر جمعیت دارد.